# Nervo craniano

Nervos cranianos.

Os nervos cranianos são os que fazem conexão com o encéfalo. Sua maioria liga-se ao tronco encefálico, exceto os nervos olfatório e o óptico, que ligam-se respectivamente ao telencéfalo e ao diencéfalo.
As fibras dos nervos cranianos podem ser classificadas em aferentes e eferentes. Os dois tipos de fibras (aferentes e eferentes) são divididas em somáticas e viscerais que podem ser gerais ou específicas.
Na espécie humana, os nervos cranianos agrupam-se em doze pares. Os pares de nervos cranianos I e II (nervo olfatório/olfactivo e nervo óptico, respectivamente), embora classificados como nervos cranianos, não são tecnicamente considerados nervos, mas sim prolongamentos do sistema nervoso central.
Os pares de nervos cranianos são numerados em algarismos romanos, de acordo com a ordem de sua origem aparente, da seguinte maneira:
| Nº   | Nervo                          | Função | Componentes       | Núcleo(s) |
| ---- | ------------------------------ | --- | ----------------- | --- |
| I    | olfatório/olfactivo            | Olfato | sensitivo         | Núcleo olfatório anterior                                                                                                   |
| II   | óptico                         | Visão | sensitivo         | Núcleo geniculado lateral                                                                                                   |
| III  | motor ocular comum/oculomotor  | Motricidade dos músculos ciliar, esfíncter da pupila, todos os músculos extrínsecos do bulbo do olho, exceto os listados para os nervos cranianos IV e VI               | motor             | Núcleo Oculomotor, Núcleo de Edinger-Westphal                                                                               |
| IV   | patético/troclear              | Motricidade do músculo oblíquo superior do bulbo do olho | motor             | Núcleo troclear |
| V    | trigêmeo/trigémeo              | Controle dos movimentos da mastigação (ramo motor); Percepções sensoriais da face, seios da face e dentes (ramo sensorial).                                             | sensitivo e motor | Principal sensory trigeminal nucleus, Spinal trigeminal nucleus, Mesencephalic trigeminal nucleus, Trigeminal motor nucleus |
| VI   | motor ocular externo/abducente | Motricidade do músculo reto lateral do bulbo do olho | motor             | Núcleo abducente |
| VII  | facial                         | Controle dos músculos faciais – mímica facial e liberação de lágrimas e saliva (ramo motor); Percepção gustativa nos dois terços anteriores da língua (ramo sensorial). | sensitivo e motor | Núcleo facial, núcleo solitário, núcleo salivatório superior, núcleo lacrimal                                               |
| VIII | auditivo/vestibulococlear      | Vestibular: orientação e movimento. Coclear: audição | sensitivo         | Núcleo vestibular, núcleo coclear                                                                                           |
| IX   | glossofaríngeo                 | Percepção gustativa no terço posterior da língua, percepções sensoriais da faringe, laringe e palato.                                                                   | sensitivo e motor | Núcleo ambíguo, núcleo salivatório inferior, núcleo solitário                                                               |
| X    | vago/pneumogástrico            | Percepções sensoriais da orelha, faringe, laringe, tórax e vísceras. Inervação das vísceras torácicas e abdominais.                                                     | sensitivo e motor | Núcleo ambíguo, núcleo vagal motor dorsal, núcleo solitário                                                                 |
| XI   | espinhal/acessório             | Rotação da cabeça e elevação do ombro, inervação dos músculos esternocleidomastóideo e trapézio.                                                                        | motor             | Núcleo ambíguo, núcleo acessório espinhal                                                                                   |
| XII  | grande hipoglosso              | Motricidade dos músculos da língua (exceto o músculo palatoglosso) | motor             | Núcleo hipoglosso |

- NC0, Nervo craniano zero ou nervo terminal, também é um nervo craniano.